# (6288) Fouts
(6288) Fouts es un asteroide perteneciente al cinturón exterior de asteroides, región del sistema solar que se encuentra entre las órbitas de Marte y Júpiter, más concretamente a la familia de Temis, descubierto el 2 de marzo de 1984 por Henri Debehogne desde el Observatorio de La Silla, Chile.

## Designación y nombre
Designado provisionalmente como 1984 ER1. Fue nombrado Fouts en homenaje a Gary Arnold Fouts, astrónomo estadounidense y profesor de astronomía en el Santa Monica College de Santa Mónica, California, que inspiró a varias generaciones de estudiantes.

## Características orbitales
Fouts está situado a una distancia media del Sol de 3,215 ua, pudiendo alejarse hasta 3,734 ua y acercarse hasta 2,696 ua. Su excentricidad es 0,161 y la inclinación orbital 2,306 grados. Emplea 2105,94 días en completar una órbita alrededor del Sol.

## Características físicas
La magnitud absoluta de Fouts es 12,8. 